# Berthold Hatschek

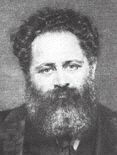
Berthold Hatschek.

Berthold Hatschek, född 3 april 1854, död 18 januari 1941, var en österrikisk zoolog.
Hatschek var professor vid Prags universitet, från 1897 i Wien. Han utförde förtjänstfulla undersökningar över maskars, molluskers och lägre ryggradsdjurs embryologi samt bidrog genom uppställandet av Trochophora-teorin bland annat i sin ofullbordade Lehrbuch der Zoologie (1888) till en bättre uppfattning av vissa djurgruppers släktskapsförhållanden. 